# سیارک ۳۸۱۸
سیارک ۳۸۱۸ (به انگلیسی: 3818 Gorlitsa، نامگذاری:1979QL8) سه هزار و هشتصد و هجدهمین سیارک کشف شده‌است که در ۲۰ اوت ۱۹۷۹ کشف شد.
قدر مطلق سیارک برابر ۱۴٫۲۰ است.